# WTA Nur-Sultan
Das WTA Nur-Sultan (offiziell: Astana Open) ist ein Tennisturnier der Kategorie WTA 250 der WTA Tour, das in Nur-Sultan erstmals Ende September 2021 ausgetragen wurde.
Spielstätte für das Turnier in Nur-Sultan ist das National Tennis Center.

## Siegerliste

### Einzel
| Jahr               | Siegerin            | Finalgegnerin    | Ergebnis      |
| ------------------ | ------------------- | ---------------- | ------------- |
| ↓ Kategorie: 250 ↓ |                     |                  |               |
| 2021               | Alison Van Uytvanck | Julija Putinzewa | 1:6, 6:4, 6:3 |

### Doppel
| Jahr               | Siegerinnen                         | Finalgegnerinnen                        | Ergebnis         |
| ------------------ | ----------------------------------- | --------------------------------------- | ---------------- |
| ↓ Kategorie: 250 ↓ |                                     |                                         |                  |
| 2021               | Anna-Lena Friedsam Monica Niculescu | Angelina Gabujewa Anastassija Sacharowa | 6:2, 4:6, [10:5] |